# Niemierżanka
Niemierżanka (biał. Немяржанка; ros. Немержанка) – wieś na Białorusi, w obwodzie grodzieńskim, w rejonie świsłockim, w sielsowiecie Dobrowola, na terenie Parku Narodowego „Puszcza Białowieska”.
Według Pierwszego Powszechnego Spisu Ludności, przeprowadzonego w 1921 roku, wieś zamieszkiwały 34 osoby w 7 domach, wszyscy mieszkańcy wsi zadeklarowali wówczas białoruską przynależność narodową oraz wyznanie prawosławne.
W okresie międzywojennym leżała w Polsce, w województwie białostockim, w powiecie bielskim, w gminie Masiewo. 